# Kruzy (Kolno)
Kruzy (deutsch Krausen) ist ein Ort in der polnischen Woiwodschaft Ermland-Masuren. Er gehört zur Gmina Kolno (Landgemeinde Groß Köllen) im Powiat Olsztyński (Kreis Allenstein).

## Geographische Lage
Kruzy liegt in der nördlichen Mitte der Woiwodschaft Ermland-Masuren, 17 Kilometer südwestlich der früheren Kreisstadt Rößel (polnisch Reszel) bzw. 37 Kilometer nordöstlich der heutigen Kreismetropole und auch Woiwodschaftshauptstadt Olsztyn (deutsch Allenstein).

## Geschichte
1374 ist das Gründungsjahr von Dorf und Gut Krausen – bis vor 1820 als Krausen A bezeichnet. Im Jahre 1785 wurde Krausen als königliches Dorf mit Vorwerk und Mühle bei 35 Feuerstellen erwähnt, im Jahre 1820 als königliches Bauerndorf mit 40 Feuerstellen bei 208 Einwohnern.
1874 wurde im ostpreußischen Kreis Rößel der Amtsbezirk Groß Köllen (polnisch Kolno) gebildet, wobei Krausen sowohl als eine Landgemeinde als auch als Gutsbezirk eingegliedert wurde.
Insgesamt waren im Jahre 1885 in Krausen 606 Einwohner registriert. Im Jahre 1910 zählte die Landgemeinde Krausen (mit der Ortschaft Ludwigshof (polnisch Ludwikowo)) 524, der Gutsbezirk Krausen (mit der Ortschaft Rosenhof (polnisch Kożuszkowo)) 77 Einwohner.
Am 30. September 1928 wurde der Gutsbezirk Krausen in die Landgemeinde Krausen eingegliedert, außerdem wurde der Nachbarort Mathildenhof (polnisch Radochowo) nach Krausen eingemeindet. Die Gesamteinwohnerzahl der auf diese Weise neu formierten Landgemeinde Krausen belief sich im Jahre 1933 auf 536 und im Jahre 1939 auf 538.
Als 1945 in Kriegsfolge das gesamte südliche Ostpreußen an Polen fiel, erhielt Krausen die polnische Namensform „Kruzy“. Heute ist das Dorf ein Teil der Landgemeinde Kolno (Groß Köllen) im Powiat Olsztyński (Kreis Allenstein), von 1975 bis 1998 der Woiwodschaft Olsztyn, seither der Woiwodschaft Ermland-Masuren zugehörig. Im Jahre 2021 zählte Kruzy 192 Einwohner.

## Kirche
Bis 1945 war Krausen in die evangelische Kirche  Bischofsburg (polnisch Biskupiec) in der Kirchenprovinz Ostpreußen der Kirche der Altpreußischen Union sowie in die römisch-katholische Kirche Groß Köllen (polnisch Kolno) im damaligen Bistum Ermland eingepfarrt.
Kruzy gehört auch heute noch evangelischerseits zu Biskupiec mit der jetzigen Kapelle, die von der Pfarrei Sorkwity (Sorquitten) in der Diözese Masuren der Evangelisch-Augsburgischen Kirche in Polen betreut wird, und katholischerseits auch zu Kolno im jetzigen Erzbistum Ermland.

## Verkehr
Kruzy liegt an einer Nebenstraße, die Górowo (Bergenthal) mit der polnischen Landesstraße 57 (frühere deutsche Reichsstraße 128) bei Tejstymy (Teistimmen) und der Woiwodschaftsstraße 593 bei Kikity (Kekitten) verbindet. Eine Anbindung an den Bahnverkehr besteht nicht.

## Persönlichkeit
- Eva Maria Sirowatka (* 21. Juni 1917 in Krausen), deutsch-ostpreußische Schriftstellerin († 1988)